# Equitazione agli XI Giochi del Mediterraneo
Le competizioni di equitazione agli XI Giochi del Mediterraneo si sono svolte organizzate in due gare per un totale di sei medaglie da assegnare.
Per questo sport sono state organizzate le seguenti prove:
- Individuale salto ad ostacoli
- A squadre salto ad ostacoli

## Risultati
| Evento         | Oro                                                           | Argento                                                | Bronzo                                       |
| Salto ostacoli |                                                               |                                                        |                                              |
| Individuale    | Xavier Leredde                                                | Rosario Canabas                                        | Giorgio Nuti                                 |
| A squadre      | Italia Emilio Puricelli Filippo Mojersoen Baroni Giorgio Nuti | Francia Edouard Couperie Hecart Xavier Leredde Nicolas | Spagna Fernandez Riva Rosario Canabas Lathan |

## Medagliere
| Posizione | Paese   |   |   |   | Totale |
| --------- | ------- | - | - | - | ------ |
| 1         | Francia | 1 | 1 | 0 | 2      |
| 2         | Italia  | 1 | 0 | 1 | 2      |
| 3         | Spagna  | 0 | 1 | 1 | 2      |
| Totale    | Totale  | 2 | 2 | 2 | 6      |